# Francesco Svelto
Francesco Svelto (Milano, 7 marzo 1966) è un ingegnere italiano e rettore dell'Università degli Studi di Pavia.

## Biografia
Ha ottenuto un dottorato di ricerca in ingegneria elettronica nel 1995 presso l'Università degli Studi di Pavia,  dove ha iniziato a insegnare nel 2006. Nel 2013 è stato nominato fellow dell’Institute of Electrical and Electronics Engineers e nel 2014 distinguished lecturer dell'Institute of Electrical and Electronics Engineers.
Nel 2019 è stato nominato rettore dell'Università degli Studi di Pavia.
Nel giugno 2025 è stato nominato membro del consiglio di amministrazione del Consiglio Nazionale delle Ricerche.
Il 23 giugno il Consiglio di Amministrazione del CNR lo elegge vicepresidente.